# ルーマニア語
ルーマニア語（ルーマニアご、limba română [ˈlimba roˈmɨnə] ( 音声ファイル) リンバ・ロムナ）は、ルーマニアの公用語であり、またその周辺地域でも使用されている言語である。インド・ヨーロッパ語族イタリック語派ロマンス諸語に分類されるが、孤立して発達したために他のロマンス諸語との違いが大きい。モルドバ語はルーマニア語とほぼ同じ言語である。アルーマニア語はルーマニア語の方言とされることもあるが、意思疎通が困難である。

## 歴史
ダキア・ルーマニア語は、ラテン口語やダキア・トラキア語などを起源にもつバルカン・ロマンス語の一方言がスラヴ諸語などの強い影響を受けたことにより、中世に成立した。現在のルーマニア語諸方言は、7世紀から10世紀のある時点まではひとつの言語であったと考えられている。
周辺にスラヴ語民族が多く、教会（現在のルーマニア正教会）の典礼言語がかつては教会スラヴ語であったことから、スラヴ語の影響が極めて強い。語彙の20%がスラヴ語からの借用である。ただし、200語程度の基礎語彙に限れば90%以上がラテン語に由来する。また、ドイツ語、ハンガリー語やブルガリア語とギリシア語とトルコ語の影響も受けている。
18世紀に行なわれた「浄化」運動により、アルファベットをキリル文字からラテン文字に改めるとともに、ブルガリア語などのスラヴ諸語やハンガリー語、ギリシア語、トルコ語などの影響をラテン語、フランス語、イタリア語などからの借用により排除する、国家によるロマンス語化が進められ、今日に繋がるルーマニア語を造成した。しかしながら、スラヴ語の影響を完全に除去することはできなかった。モルドバではソ連の支配下に入ると再びキリル文字表記となり（モルドバ語の呼称が与えられ別の言語とみなされた）、独立後はラテン文字表記に戻った。事実上独立している沿ドニエストルではモルドバ語の呼称を残し、いまだにキリル文字を用いている。
特筆すべきこととして、ルーマニア語は、東方正教会を信仰する地域の言語であるため、他のロマンス語と異なり、文化的にほとんどローマ・カトリックの影響を受けていないことが挙げられる。ルーマニア語訳聖書は早くも1688年に『ブカレスト聖書』（Bucharest Bible、キリル文字使用）が発行された。

## 音声
ルーマニア語は /a/, /e/, /i/, /o/, /u/, /ə/, /ɨ/ の7つの母音、および半母音 /j/, /w/ を持つ。二重母音・三重母音は非常に多くのものがある。とくに変わっているのが /ea/, /oa/, /eo/ という二重母音で、/ja/, /wa/, /jo/ とは区別される。
- beată「酔った」（女性形）
- biată「かわいそうな」（女性形）

半母音を除く子音は20種類ある。すべての子音は主に語末で口蓋化されることがある。
|          | 両唇音 唇歯音 | 歯音 歯茎音 | 後部歯茎音 | 軟口蓋音 | 声門音 |
| -------- | ------------- | ----------- | ---------- | -------- | ------ |
| 破裂音   | p b           | t d         |            | k ɡ      |        |
| 破擦音   |               | ts          | tʃ dʒ      |          |        |
| 鼻音     | m             | n           |            |          |        |
| 摩擦音   | f v           | s z         | ʃ ʒ        |          | h      |
| ふるえ音 |               | r           |            |          |        |
| 側面音   |               | l           |            |          |        |

ルーマニア語は語強勢を持つ。

## 文字
現在、ルーマニア語はラテン文字で表記される。
- a, e, i, o, u: 基本的にはイタリア語やスペイン語などと同じ。
  - 語頭の e は /e/ を表す場合と /je/ を表す場合がある。代名詞や、繋辞fiの活用形で /je/ を表す。
  - e, o: 上昇二重母音 ea, eo, oa の第一要素になる。
  - i: 語末無強勢で直前が子音のときは、その子音を口蓋化し、母音としては発音しない。例：lupi [lupʲ]「狼」（複数形）
  - 語末の ii は、/i/ を表す。例：lupii [lupi]「狼」（複数形、定冠詞つき）[2]
- â, î: どちらも同じ音 /ɨ/（非円唇中舌狭母音）をあらわす。現在の正書法では、語中では â を、語頭と語末では î を用いる。
- ă /ə/: 中舌中央母音
- ș /ʃ/: 無声後部歯茎摩擦音
- j /ʒ/: 有声後部歯茎摩擦音
- ț /ts/: 無声歯茎破擦音
- c, g: イタリア語と同じく、e, i の前で破擦音/tʃ/, /dʒ/になる。/ke/, /ki/, /ge/, /gi/ はそれぞれ che, chi, ghe, ghi と書く。
  - なお cî, gî は /tʃɨ/, /dʒɨ/ ではなく /kɨ/, /ɡɨ/ である。

## 文法
ルーマニア語では形態変化にともなって語尾だけでなく語幹の母音や子音もかなり複雑な変化を行う。
名詞・形容詞・代名詞・冠詞は性・数・格によって変化する。
名詞は男性・女性・中性の3つの性を持つとされるが、「中性」と呼ばれているのは実際には単数で男性・複数で女性として扱われる名詞を言い、むしろ両性名詞(ambigeneric)とでも称するべきものである。同様の名詞はイタリア語にも少数存在するが、ルーマニア語ではイタリア語より数がずっと多い。形容詞・代名詞・冠詞には男性と女性しかない。
数は単数と複数がある。複数形のつくり方は複雑である。男性名詞の複数形はほとんど -i がつく。女性名詞は単数で -ă、複数で -e がつくものが多いが、それ以外に複数で -i や -le などのつくものもある。中性名詞の複数語尾は -e または -uri がつく。
格は主格・属格・与格・対格・呼格の5格があることになっているが、人称代名詞以外は主格と対格・属格と与格がそれぞれ同形になるため、3種類の形しかない。名詞・形容詞は格によってほとんど形を変えず、呼格（有生物に対してのみ使われ、現在は衰えつつある）を別にすると、女性単数属格・与格が複数と同形になるのが唯一の変化である。このため、格標示は主に冠詞によって行われる。なお、目的語が有生物であるときには、前置詞 pe で対格を表すことができる。このときに目的語を代名詞で重複して表す。
数詞はunu(1)とdoi(2)が修飾する名詞の性に従って変化する（doisprezece(12)のdoi-の部分も変化する）。それ以外の数詞は不変化である。
冠詞には不定冠詞、定冠詞がある。不定冠詞(un/o)は他のロマンス語と同様に前置されるが、定冠詞(-ul/-a など)は後置され、名詞と結合して単一の語のように扱われる（つづりの上でも続けて書かれる）。後置冠詞はアルバニア語やブルガリア語にもあるためにバルカンの特徴とされることもあるが、北ゲルマン語にも見られる。
「所有冠詞（属格冠詞）」と呼ばれる語(al/a)は名詞属格の前に置いて「……のもの」を意味するほか、修飾される名詞に定冠詞がついていない場合に用いられる。「指示冠詞（形容冠詞）」と呼ばれる語(cel/cea)は、名詞を修飾する形容詞などの前に置いて、形容詞を名詞化したり、その意味を強める。所有冠詞・指示冠詞は修飾される名詞の性・数に合わせて変化する。
形容詞の比較級・最上級のための特別な形は存在せず、比較級にあたる意味は副詞maiを前置することで表す。最上級は指示冠詞をその前に加える。
動詞は人称と数で6通りに変化する。時制には現在・半過去・単純過去（普通は使用されない）・複合過去・大過去・未来などがあり、法は直説法・不定法・命令法・接続法・条件法がある。また、現在分詞・過去分詞・動名詞がある。うち直説法の複合過去と未来、および条件法は迂言法を用いる。受動態もコピュラと過去分詞を組み合わせて作る。ほかのロマンス語同様に再帰動詞がある。接続法が非常に頻繁に現れるのはルーマニア語の特徴で、ほかのロマンス語なら不定法を使うところを接続法で表現する。
不定法はイタリア語と同様の -re で終わる形と -re のつかない形があるが、-re のつかない形が通常の不定法であり、-re のついた形は行為名詞的な意味になる（女性）。例：face（する、不定形）に対して facere（行為）。
不規則動詞にはfi（繋辞）、avea「持つ」、da「与える」、mânca「食べる」、bea「飲む」など十数種類あるが、フランス語やスペイン語に比べるとずっと少ない。
前置詞は目的語として対格を取るのが普通だが、一部の前置詞は属格をとる。

### 人称代名詞
主語の人称は動詞の形から明らかであり、代名詞の主語は特に強調するとき以外はつけない。敬称が発達しているのも特徴である。
人称代名詞には強形と弱形がある。通常、弱形は動詞の直前に置かれる。弱形にはほかに接語として用いる短い形がある（省略）。
対格をとる前置詞の目的語としては強形が用いられる。動詞の目的語として対格強形を使うときは pe が必要である。
属格は三人称代名詞にのみ存在し、与格強形と同形である。三人称以外では所有形容詞を使用する。
|          |          | 単数         | 単数         | 単数     | 単数     | 複数         | 複数         | 複数 | 複数 |
| 第一人称 | 第二人称 | 第三人称男性 | 第三人称女性 | 第一人称 | 第二人称 | 第三人称男性 | 第三人称女性 |      |      |
| -------- | -------- | ------------ | ------------ | -------- | -------- | ------------ | ------------ | ---- | ---- |
| 主格     | 主格     | eu           | tu           | el       | ea       | noi          | voi          | ei   | ele  |
| 対格     | 強形     | mine         | tine         | el       | ea       | noi          | voi          | ei   | ele  |
| 対格     | 弱形     | mă           | te           | îl       | o        | ne           | vă           | îi   | le   |
| 属格     | 属格     |              |              | lui      | ei       |              |              | lor  | lor  |
| 与格     | 強形     | mie          | ție          | lui      | ei       | nouă         | vouă         | lor  | lor  |
| 与格     | 弱形     | îmi          | îți          | îi       | îi       | ne           | vă           | le   | le   |

敬称には以下のものがある。
- dumneata - 二人称単数
- dumneavoastră - 文法上は二人称複数として扱われるが、意味の上では単数・複数の両方に用いられる。dumneata より丁寧。
- dânsul / dânsa / dânșii / dânsele - 三人称の敬称の代用として使われる（あのお方）。

|            | 男性単数 | 女性単数 | 男性複数 | 女性複数 |
| ---------- | -------- | -------- | -------- | -------- |
| 一人称単数 | meu      | mea      | mei      | mele     |
| 二人称単数 | tău      | ta       | tăi      | tale     |
| 三人称単数 | său      | sa       | săi      | sale     |
| 一人称複数 | nostru   | noastră  | noștri   | noastre  |
| 二人称複数 | vostru   | voastră  | voștri   | voastre  |

所有形容詞は所有される物の性・数にしたがって変化するが、三人称代名詞属格は所有者の性・数にしたがって変化する。

### 語順
ルーマニア語はSVO型の言語であるが、主語はしばしば省略される。主題として目的語を先に出し、OV(S)型の構文になることもあるが、このときは目的語を代名詞によって二重に標示する。
- Vinul poți să-l alegi tu. ワインは君が選んでかまいません[8]。vinul（ワイン）poți（できる）să alegi（選ぶ、接続法）、-l（三人称男性単数対格の接語形）、tu（君が）
- Pe Maria a văzut-o Ion. マリアにヨンは会った[9]。-o は三人称女性単数対格の接語形

疑問文は平叙文と同じ語順であり、抑揚によって区別される。
名詞属格・形容詞は原則として修飾する名詞に後置される。

## 語彙
ルーマニア語には借用語が多いが、100-200語の基礎語彙に限ると、その9割はラテン語に由来する。
いくつかの基礎語彙はラテン語にもそれ以外の言語にも同系語を持たない（copil「子供」（スラブ語からの借用とも）、grumaz「首」など）。これらの語はローマ以前のダキア人の言語に由来するとも言われる。そのうちにはアルバニア語に同系語を持つものがある。
スラブ語派に由来する語彙は、近隣の南スラブ語からの借用によるものと、13世紀以降に教会スラブ語から借用した文化語の2つの層がある。たとえば、「終える」という意味の語として、前者に由来する日常的な sfârși と、後者(съвършити)に由来する文章語的な săvârși の2種類の語が存在する。
ハンガリー語からの借用語には birui「打ち勝つ、征服する」< bír、chip「顔、映像」< kép、hotar「国境」< határ、oraș「都市」< város などがある。
ドイツ語に由来する語には cartof「ジャガイモ」 < Kartoffel などがある。
ギリシア語の語彙は、スラブ語を経由して間接的に入ったもの(drum「道」< ギリシア語: δρόμος)と、18世紀以降オスマン帝国のギリシア人ファナリオティスによって統治されていた時に入ったものがある。後者は1200語ほどがあるが、生き残っている語はそのうち250語ほどに過ぎない。トルコ語からの借用語(dușman「敵」など)も現在ではその多くが使われなくなった。
18世紀末以来、ロマンス語から大量の語彙が借用された。また、ロシア語経由でフランス語の語彙が借用されることもあった。

## ルーマニア語が公用語の国・地域・組織

### ルーマニア語が公用語の国・地域
| 国・地域名 | 国・地域名                            | ステータス     | 人口                | 母語話者割合 | 関連項目                   |
| ---------- | ------------------------------------- | -------------- | ------------------- | ------------ | -------------------------- |
| ルーマニア | ルーマニア                            | 主権国家       | 19,043,800 (2011年) | 90.70%       | ルーマニアの言語           |
| モルドバ   |                                       | 主権国家       | 3,559,500 (2012年)  | 70.20%       | モルドバの言語             |
| モルドバ   | ガガウズ自治区                        | 自治区         | 161,200 (2012年)    | 03.90%       | ガガウズ自治区の言語       |
| モルドバ   | 沿ドニエストル共和国                  | 事実上の独立国 | 509,400 (2013年)    | 32.10%       | 沿ドニエストル共和国の言語 |
| セルビア   | ヴォイヴォディナ                      | 自治区         | 1,931,800 (2011年)  | 01.45%       | セルビアの言語             |
| ウクライナ | チェルニウツィー州 ヘルツァイウシキィ | ラヨン         | 32,300 (2001年)     | 93.80%       | ウクライナの言語           |
| ウクライナ | ザカルパッチャ州 Tiachiv Raion        | ラヨン         | 171,900 (2001年)    | 12.40%       | ウクライナの言語           |
| ギリシャ   | アトス自治修道士共和国                | 自治共和国     | 1,800 (2011年)      | -            |                            |

### ルーマニア語を公用語とする組織
| 組織名     | 加盟国                           | 関連項目       |
| ---------- | -------------------------------- | -------------- |
| 欧州連合   | ルーマニアを含む28か国           | 欧州連合の言語 |
| ラテン連合 | モルドバ、ルーマニアを含む36か国 | ロマンス諸語   |

### ルーマニア語ラジオ
- Europa FM Europa FM
- Radio Romania International Radio Romania International
- RFI România RFI România
- Deutsche Welle România Deutsche Welle România